# Venus Cythereia
Venus Cythereia är en oljemålning av den flamländske manieristiske konstnären Jan Massys. Den målades 1561 och ingår i samlingarna på Nationalmuseum i Stockholm. 
Den på en divan liggande kvinnan har tolkats som båda Flora, blommornas och blomningens gudinna, och Venus, kärlekens gudinna. Pärlorna i gudinnas smycken, det porlande vattnet ur fontänen och själva havet som breder ut sig i bakgrunden kan tolkas som symboler för Venus som enligt legenden föddes ur havet och därför förknippas med företeelser som har med vatten att göra. Nejlikorna som hon håller upp mot oss ansågs ha kärleksstimulerande egenskaper och i urnan vid hennes sida står en bukett med bland annat röda och vita rosor, vilka kan tolkas som symboler för kärleken. Klotet, som ligger på balustraden, ansågs under renässansen vara en fulländad form och kan ha målats dit för att syfta på Venus gudomligt fullkomliga skönhet. Påfågeln är symbolen för Juno, de romerska gudarnas drottning och kvinnornas beskyddarinna. Den användes som tecken för kvinnans sensuella kraft, men kunde också tolkas moraliserande som varning för högmod, kvinnlig fåfänga och lyx. Det var således påfågelhanen, med sina vackra flerfärgade fjädrar, som associerades med "det kvinnliga". I trädgården, till höger om Venus, ser vi ett kärlekspar; en man som lyfter på hatten och går ned på knä framför en kvinna som sitter på trappan. På grund av förändringar av färgpigmenten verkar de idag nästan genomskinliga.
Innan målningen kom till Sverige i samband med Pragrovet 1648 tillhörde den tysk-romerske kejsaren Rudolf II. I hans inventarier hade den titeln Flora, vilket har fått flera konsthistoriker att tvivla på att detta skulle vara en bild av Venus. Detaljerna som ovan beskrivits som symboler ses då istället för vad de faktiskt är; påfågeln som påfågel, klotet som ett arkitektoniskt element etc. Användandet av symboler i konsten är långt ifrån entydigt. Det förändras över tid och är beroende av sammanhang, vilket kan göra symbolerna svåra att tolka för oss idag
Den eleganta och sensuella stilen överensstämmer med den franska och nordeuropeiska hovkulturens smak. Kvinnans långsträckta kropp, de smala fingrarna, det relativt lilla huvudet med de mandelformade ögonen och håruppsättningen är stildrag som utmärker den så kallade Fontainebleauskolan. Detta kvinnoideal fördes av italienska konstnärer till Frans I:s hov i Fontainebleau. Slottets dekorationer blev utgångspunkten för stilen som dominerade mycket av det sena 1500-talets europeiska hovkonst. Konstnären Jan Massys var född i Antwerpen men flydde staden omkring 1543 efter att anklagats för kätteri på grund av sin reformerta tro. Under sin flera år långa landsflykt bodde han i såväl Frankrike som Italien där han lät sig influeras av manierismen. I målningens bakgrund framträder den italienska hamnstaden Genua, och byggnaden med sin trädgård är Palazzo Doria i samma stad. 